# 噪音
本条目是关于噪音作为一种不受欢迎的声学现象。对于其他释义，请参见噪音(消歧义)。
噪音，从物理角度上看，是指声波的频率、强弱变化无规律、杂乱无章的声音。绝大部分噪音都是准随机波，如果符合数学上的随机过程，那就属于白雜訊:55。
噪音常意指令人生理或心理上覺得不舒服的声音或影响人的交谈、思考、工作、休息的声音。
在信号学中人们用信噪比（S/N）来衡量噪音对有用信号的影响程度。

## 特征
- 对噪声的感受因各人的感觉、习惯等不同；对于某人喜欢的声音，可能对于另一个人是噪声；噪声是一个主观的感受。
- 噪声一般带有局部的特点，在空气中传播时衰减快；但有时噪声的影响范围也很广。
- 噪声在环境中不会产生残剩污染，一旦停止发声，噪声污染立即消失。

## 噪音污染
噪音污染是環境污染的重要方面，各国政府一般有相应的法律、规定管制噪音。噪音的可能来源有飞机、汽车、工厂、建筑工地、日常生活等。

## 对健康的影響
长时间地听取大音量噪音可以影响人的身心健康。噪音可能發生各種不同程度的聽力喪失，而不自覺，长时间处于85分贝以上的噪音可以影响人的听力，响于130分贝的噪音可以使人失聰。噪音还會提高人体内皮质醇的分泌，進而导致高血压、心脏病和胃溃疡；影響心血管的健康、睡眠的品質、甚至胎兒的發育。
噪音所引起的聽力損傷、心血管傷害，也會造成生殖能力、睡眠、心理的影響。

## 控制
为减低噪音对四周环境和人类的影响，主要噪音控制方式對噪音源、噪聲的傳播路徑及接收者三者进行隔離或防護，將噪音的能量作阻絕或吸收。
- 从噪音源控制，是最彻底的措施。一是分析噪音源发声机理，消除噪音发生；比如改进结构、生产工艺、提高机械加工精度、改变气流等。二是采用吸声、隔音、减振等措施；例如馬達加裝防震的彈簧或橡膠，吸收振動，包覆整個馬達等。
- 傳播的路徑中，可以采用合理布局，改变机器设备安装方向，或使用隔音牆阻絕噪音的傳播。
- 對于接收者，除了减少人员在噪声环境中暴露的时间，一般是隔音窗，耳塞等。

### 技术
- 吸声：利用某些吸声材料、结构吸声，降低噪声强度。吸声材料多是一些多孔材料，当声波进入多孔材料的孔隙中，引起空隙间空气分子、纤维振动，由于空气与孔隙的摩擦阻力、空气的粘滞阻力、热传导等作用，使大部分声能变为热能耗散，起到吸声作用。一般密度小、孔隙多的材料，吸声效果好；结构紧密、光滑、坚硬的材料，吸声效果差。一般对于低频声音的吸声性随着材料的厚度增加而增加；但是高频声音在吸声材料表面就被吸收，所以厚度增加一般对高频声音的吸收影响不明显。还可以利用共振原理吸收低频声音，能获得较好的效果，常用有薄板、穿孔板两种共振吸收结构。

- 隔声：用屏蔽物使入射声波反射，或用围护结构将噪声控制在一定范围内。在单层均匀结构的隔声性能上，频率很低时，劲度起控制作用；随着频率升高，质量效应增大，在某些频率处产生共振，隔音量出现数个低谷，阻尼大，结构振幅大，隔音量降低小；频率继续升高，构件质量起主要作用，面密度越大，惯性阻力大，不容易发生振动，隔音量大。常用的方法有隔声罩（间）、隔音屏障等。

## 法規
根據勞工安全衛生設施規則，噪音超過95分貝的工作環境必須要為勞工提供降低環境噪音的保護設備。

## 外部連結
- 噪音管制資訊法（页面存档备份，存于）